# Almighty So 2
Almighty So 2 è il quinto album in studio del rapper statunitense Chief Keef pubblicato il 10 maggio 2024.

## Tracce
1. Almighty(intro) – 2:53
2. Neph Nem (feat. Ballout e G Herbo) – 2:37
3. Treat Myself – 4:28
4. Jesus Skit – 2:18
5. Jesus (feat. Lil Gnar) – 4:39
6. Too trim – 4:29
7. Runner – 2:54
8. Banded Up (feat. Tierra Whack) – 4:26
9. Grape Trees (feat. Sexyy Red) – 5:03
10. 1,2,3 – 5:28
11. Drifting Away – 4:01
12. Never Fly Here (feat. Quavo) – 4:30
13. Prince Charming – 5:30
14. Believe – 6:45
15. Tony Montana Flow – 2:22
16. I'm Tryna Sleep – 3:15